# Exorista neta
Exorista neta là một loài ruồi trong họ Tachinidae.